# سیارک ۵۹۸۳۳
سیارک ۵۹۸۳۳ (به انگلیسی: 59833 Danimatter، نامگذاری:1999RZ36) پنجاه و نه هزار و هشتصد و سی و سومین سیارک کشف شده‌است که در ۳ سپتامبر ۱۹۹۹ کشف شد.